# La Plana (Bot)
La Plana és una muntanya de 220 metres del municipi de Bot, a la comarca catalana de la Terra Alta.